# Zlín Z-326
Die Zlín Z-326 Trenér Master ist ein tschechoslowakisches Schul- und Kunstflugzeug.

## Entwicklung
Der Prototyp flog erstmals 1957, die Serienproduktion erfolgte ab 1959 und endete 1968. Parallel zur zweisitzigen Schulausführung erschien die einsitzige Z-326A Akrobat. Insgesamt baute das Zlín-Werk in Otrokovice 436 Trenér Master/Akrobat.
Die Zlín Z-326 basiert auf der Z-226, unterscheidet sich von ihr jedoch durch das erstmals bei der „Trenér“-Reihe angewandte Einziehfahrwerk, um 30 Zentimeter verlängerte Flügel und ein serienmäßig eingebautes Funkgerät. Des Weiteren verfügt die Z-326 über einen Schlepphaken für Segelflugzeuge. Zur Erhöhung der Reichweite kann an jedem Tragflügelende ein 35 Liter Zusatztank mitgeführt werden.

## Sonstiges

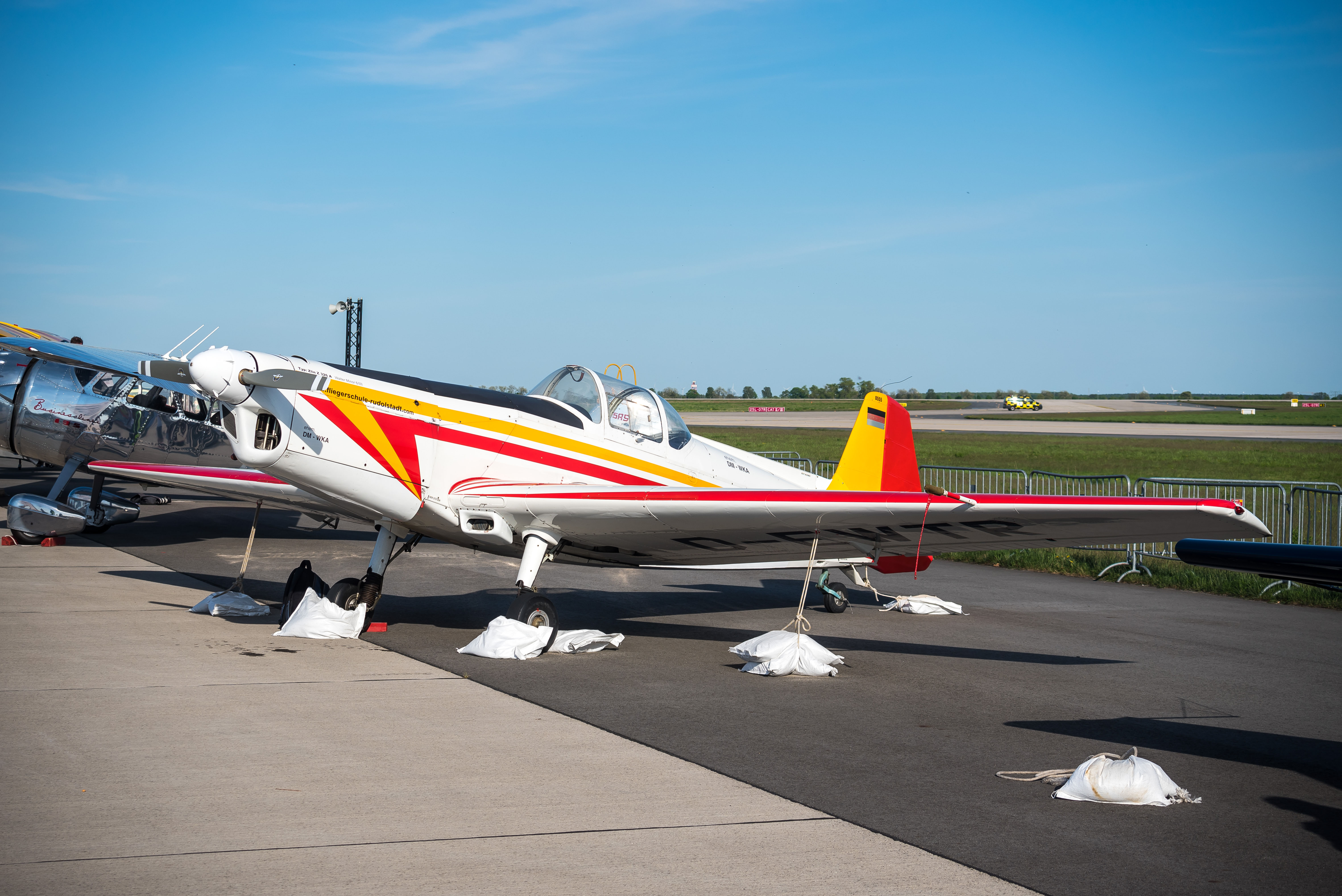
Die ehemalige DM-WKA unter dem neuen Kennzeichen D-EWTR auf der ILA 2018

Die 1962 in Budapest stattfindenden Kunstflug-Weltmeisterschaften gewann eine mit einem aufgeladenen M-337-Motor und dreiflügeliger Verstellluftschraube aufgerüstete Z-326A der ungarischen Mannschaft.
1966 wurden drei in der DDR fliegende Z-326A (DM-WKA, WKC, WKD) mit Verstellluftschrauben und größeren Ölkühlern ausgerüstet. Mit diesen modernisierten Flugzeugen konnte 1967 bei den 4. Weltmeisterschaften im Kunstflug der dritte Platz erreicht werden. Die DM–WKB steht heute im Luftfahrtmuseum Kbely, die DM–WKA wurde in Rudolstadt restauriert und ist seit Mai 2014 in flugfähigem Zustand als D–EWTR wieder zugelassen. Insgesamt wurden bei der GST fünf Akrobat und sechs Trenér Master eingesetzt.

## Technische Daten

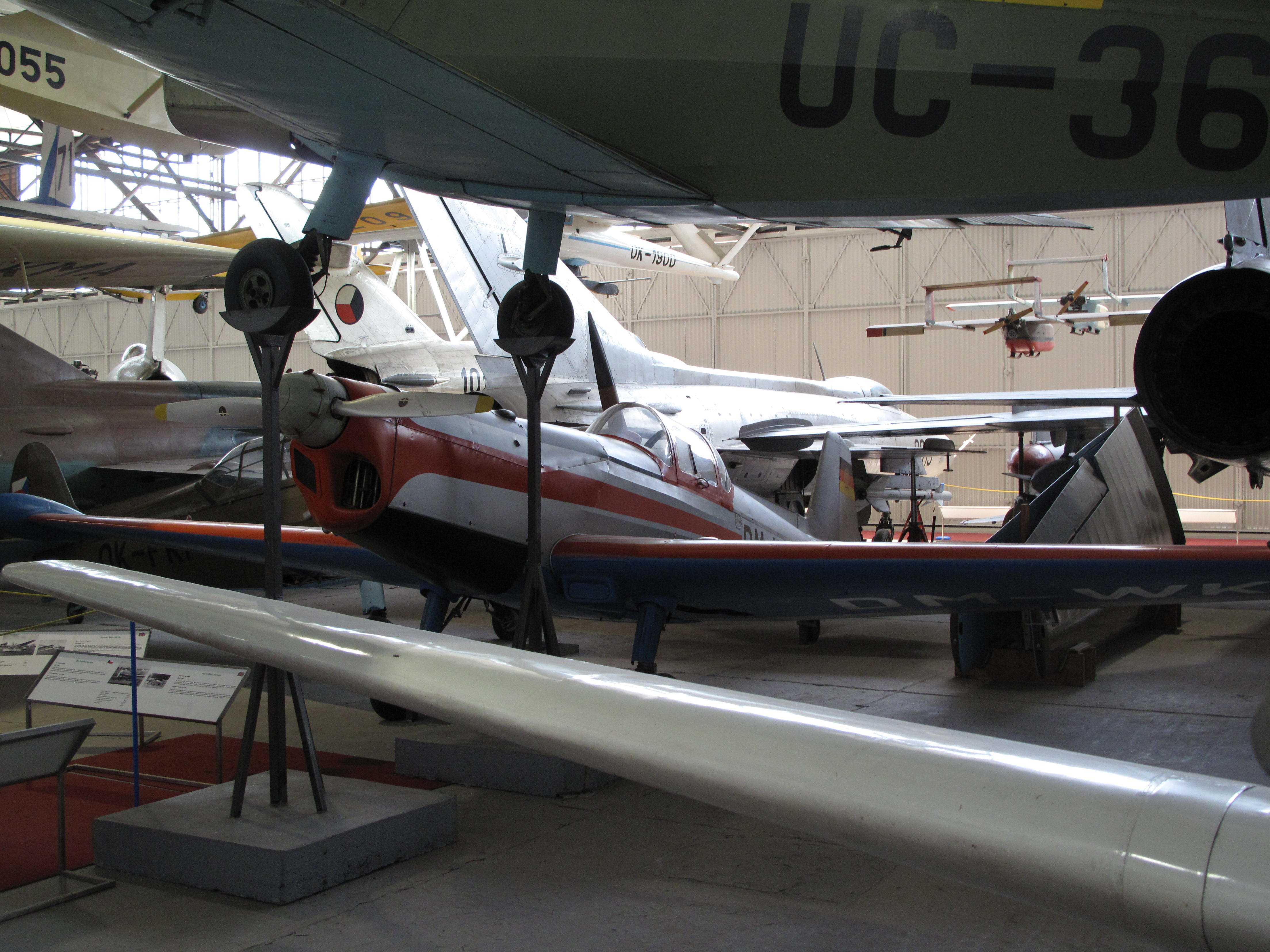
Die Z-326A (DM–WKB) der DDR-Kunstflugauswahl im Prager Museum

| Kenngröße             | Z-326A Akrobat         | Z-326 Trenér Master          |
| --------------------- | ---------------------- | ---------------------------- |
| Besatzung             | 1                      | 1–2 (Fluglehrer/Flugschüler) |
| Länge                 | 7,83 m                 | 7,83 m                       |
| Spannweite            | 10,59 m                | 10,59 m                      |
| Höhe                  | 2,10 m                 | 2,10 m                       |
| Flügelfläche          | 15,45 m²               | 15,45 m²                     |
| Flügelstreckung       | 7,3                    | 7,3                          |
| Leermasse             | 637 kg                 | 650 kg                       |
| Startmasse            | 790 kg                 | 910 kg                       |
| Flächenbelastung      | k. A.                  | 58,7 kg/m²                   |
| Antrieb               | ein Walter Minor 6-III | ein Walter Minor 6-III       |
| Leistung              | 118 kW (160 PS)        | 118 kW (160 PS)              |
| Höchstgeschwindigkeit | 240 km/h               | 230 km/h                     |
| Reisegeschwindigkeit  | 212 km/h               | 210 km/h                     |
| Steigleistung         | 4,2 m/s                | 4,4 m/s                      |
| Dienstgipfelhöhe      | 4750 m                 | 4800 m                       |
| Reichweite            | 580 km                 | 580 km                       |